# Антоньевка
Антоньевка — село в Петропавловском районе Алтайского края. Административный центр и единственный населённый пункт Антоньевского сельсовета.

## География
Расположено на берегах реки Ануй. Абсолютная высота — 222 метра над уровнем моря.

## История
Основано в 1736 году. В 1926 году в селе Антоньевском имелось 352 хозяйства и проживало 1914 человек (943 мужчины и 971 женщина). В национальном составе населения того периода преобладали русские. Действовали школа I ступени, изба-читальня и лавка общества потребителей. В административном отношении являлось центром Антоньевского сельсовета Михайловского района Бийского округа Сибирского края.

## Население
| 1926  | 1997  | 1998  | 1999  | 2000  | 2001  |
| ----- | ----- | ----- | ----- | ----- | ----- |
| 1914  | ↘1817 | ↘1782 | ↗1785 | ↗1806 | ↘1790 |
| 2002  | 2003  | 2004  | 2005  | 2006  | 2007  |
| ↘1773 | ↘1751 | ↘1708 | ↘1650 | ↗1658 | ↘1643 |
| 2008  | 2009  | 2010  | 2011  | 2012  | 2013  |
| ↘1626 | ↘1608 | ↘1527 | ↘1520 | ↘1493 | ↘1488 |
| 2014  | 2015  | 2016  | 2017  | 2018  | 2019  |
| ↘1475 | ↘1467 | ↘1456 | ↘1455 | ↘1453 | ↘1415 |
| 2020  | 2021  |       |       |       |       |
| ↘1393 | ↘1358 |       |       |       |       |

Национальный состав
Согласно результатам переписи 2002 года, в национальной структуре населения русские составляли 82 %.